# 枫芸土家族苗族乡
枫芸土家族苗族乡是中华人民共和国贵州省铜仁市思南县下辖的一个民族乡。

## 行政区划
枫芸土家族苗族乡下辖以下村级行政区划单位：
枫芸社区、红旗村、河坡村、青山村、木芸村、金星村、龙坪村、红星村、樱桃村、白岩村、长岭村、龙塘村、尖山村、环岩村、高原村和齐心村。